# 谷山港
谷山港（たにやまこう）は、鹿児島県鹿児島市の町丁。郵便番号は891-0131。人口は2人、世帯数は2世帯（2020年4月1日現在）。谷山港一丁目から谷山港三丁目がある。
全域が鹿児島臨海工業地域1号用地A区として埋め立て造成された工業地域である。

## 地理
鹿児島市南部に位置する。町域の北方及び西方に南栄、南方に七ツ島、東方に鹿児島湾が接している。
西部は工業用地や食品加工工場が多くあり、東部には鹿児島市下水汚泥堆肥化工場や鹿児島市南部清掃工場などの施設が所在する。

## 歴史
現在の谷山港の区域に当たる鹿児島臨海工業地域1号用地A区は、鹿児島開発事業団によって公有水面を埋立られ造成された工業地帯であり、1974年（昭和49年）に着工し、1979年（昭和54年）5月に完成した。
1979年（昭和54年）7月30日に鹿児島臨海工業地域1号用地A区の全域が鹿児島市に編入され、同時に鹿児島市の町として谷山港一丁目、谷山港二丁目、谷山港三丁目が設置された。1984年（昭和59年）10月31日には公有水面埋立地（約200,293平方メートル）を谷山港二丁目に編入し、1986年（昭和61年）10月31日には公有水面埋立地及び旧防波堤の一部が谷山港一丁目及び谷山港三丁目の一部に編入された。

### 町域の変遷
| 実施後               | 実施年             | 実施前                     |
| -------------------- | ------------------ | -------------------------- |
| 谷山港一丁目（新設） | 1979年（昭和54年） | 公有水面埋立地             |
| 谷山港二丁目（新設） | 1979年（昭和54年） | 公有水面埋立地             |
| 谷山港三丁目（新設） | 1979年（昭和54年） | 公有水面埋立地             |
| 谷山港二丁目（編入） | 1984年（昭和59年） | 公有水面埋立地             |
| 谷山港一丁目（編入） | 1986年（昭和61年） | 公有水面埋立地及び旧防波堤 |
| 谷山港三丁目（編入） | 1986年（昭和61年） | 公有水面埋立地及び旧防波堤 |

## 人口

### 丁目別
|              | 世帯数 | 人口 |
| ------------ | ------ | ---- |
| 谷山港一丁目 | 1      | 1    |
| 谷山港二丁目 | 1      | 1    |
| 谷山港三丁目 | 0      | 0    |

### 国勢調査
以下の表は国勢調査による小地域集計が開始された1995年以降の人口の推移である。
| 年                 | 人口 |
| ------------------ | ---- |
| 1995年（平成7年）  | 5    |
| 2000年（平成12年） | 3    |
| 2005年（平成17年） | 2    |
| 2010年（平成22年） | 0    |
| 2015年（平成27年） | 0    |

## 施設

### 公共
- 鹿児島運輸支局谷山港庁舎[17]
- 港中央公園
- 鹿児島市下水汚泥堆肥化場
- 鹿児島市南部清掃工場[18]
- 鹿児島市衛生処理センター[19]
- 谷山地区共同防災センター
- 谷山下水処理場[20]
- 鹿児島県運転技能向上センター

### 郵便局
- 鹿児島谷山港簡易郵便局[21]

### 企業
- 藤安醸造本社工場
- 新日本石油鹿児島油槽所
- 日本ガス鹿児島工場
- 共同組海運 株式会社本社:谷山港1-16/ 営業所:谷山港1-19

## 小・中学校の学区
市立小・中学校に通う場合、学区（校区）は以下の通りとなる。
| 町丁         | 番・番地 | 小学校               | 中学校               |
| ------------ | -------- | -------------------- | -------------------- |
| 谷山港一丁目 | 全域     | 鹿児島市立和田小学校 | 鹿児島市立和田中学校 |
| 谷山港二丁目 | 全域     | 鹿児島市立和田小学校 | 鹿児島市立和田中学校 |
| 谷山港三丁目 | 全域     | 鹿児島市立和田小学校 | 鹿児島市立和田中学校 |

## 交通

### 港湾
- 鹿児島港
  - 谷山一区
  - 谷山二区